# Eurylaime à tête grise
Smithornis sharpei
Espèce
Statut de conservation UICN

 LC  : Préoccupation mineure
L'Eurylaime à tête grise (Smithornis sharpei) est une espèce de passereau appartenant à la famille des Calyptomenidae.

## Sous-espèces
D'après Alan P. Peterson, cette espèce est constituée des sous-espèces suivantes :
- Smithornis sharpei eurylaemus  Neumann 1923
- Smithornis sharpei sharpei  Alexander 1903
- Smithornis sharpei zenkeri  Reichenow 1903